# Lecane pyriformis
Lecane pyriformis är en hjuldjursart som först beskrevs av Daday 1905.  Lecane pyriformis ingår i släktet Lecane och familjen Lecanidae. Inga underarter finns listade i Catalogue of Life.